# カザン大学

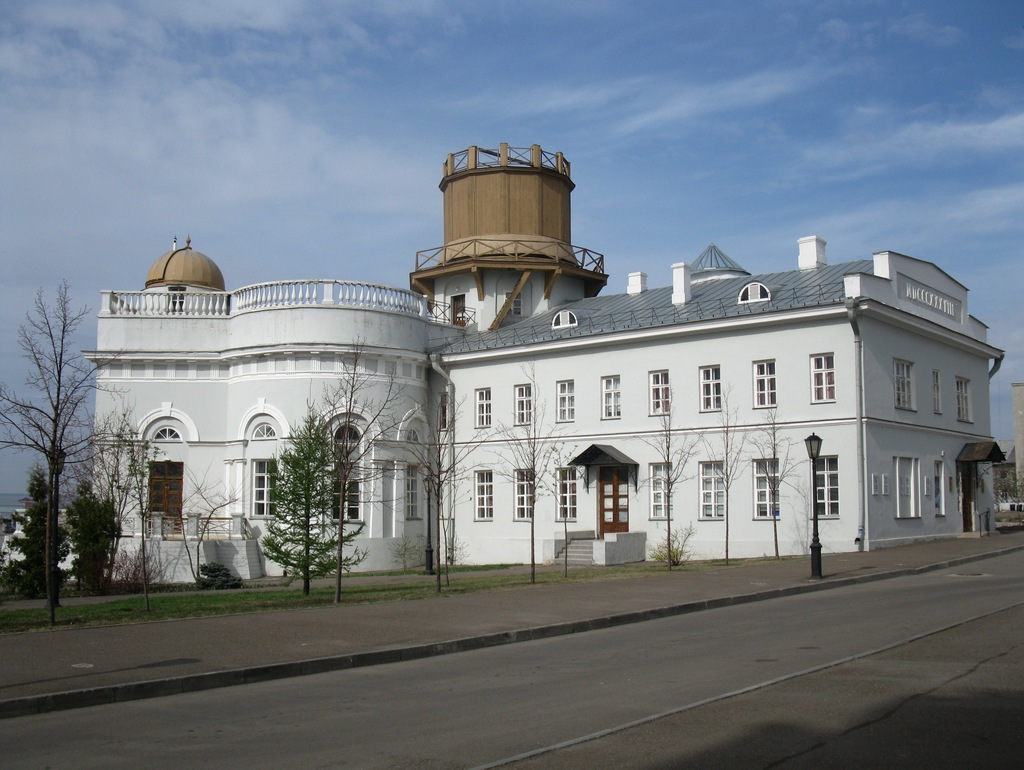
大学天文台　1838年築

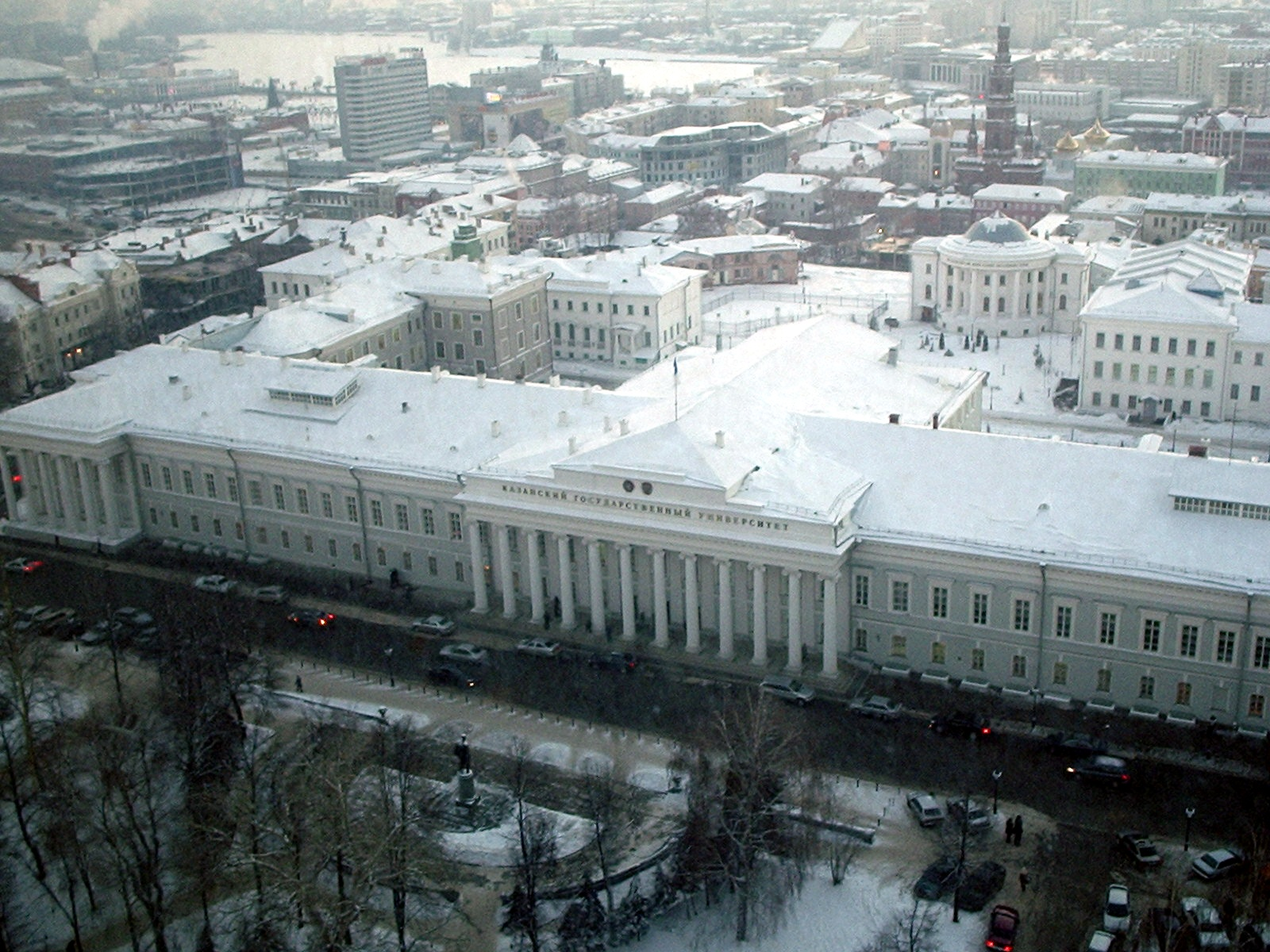
冬の大学本館

カザン大学（カザンだいがく、ロシア語: Казанский государственный университет、タタール語: Казан федераль университет、英語: Kazan State University）はロシア沿ヴォルガ連邦管区タタールスタン共和国の首都カザンにある大学で、2010年に連邦大学となり、カザン連邦大学（ロシア語: Казанский федеральный университет）が正式名称となった。

## 歴史
1804年に創設され、ロシアの大学の中ではモスクワ大学に次いで古い。ヴォルガ川中流域やウラル地方における研究・教育の中心地となっている。また、「有機化学発祥の地」としても知られている。
1825年に完成したカザン大学本館は、建築家のピャトニーツキーの手によるもので、幅160mの端正なファサードを持つ。19世紀におけるロシアの地方都市の新古典主義様式の代表的建築として評価されている。
ロシアの大数学者ニコライ・ロバチェフスキーは、1827年から1846年までカザン帝国大学学長を務めた。アレクサンドル・ブートレロフ、ウラジーミル・マルコフニコフ、アレクサンドル・アルブーゾフらがカザン大学で教鞭をとっている。また、1875年から1883年に教授を務めたポーランド出身の言語学者ボードゥアン・ド・クルトネは、後のプラハ言語学派に繋がるカザン言語学派を創設することとなる。帝政時代は歴史・言語学、物理学、医学、法学の4学部を備え、1917年の十月革命の後に学部が拡充された。
シベリアのトムスクに大学が設置されるまで、ロシア帝国で最も東に位置する大学だった。このためロシアにおける東洋研究の拠点に位置付けられた。大学付属図書館の旧館には、東洋学関係の膨大な文献資料が所蔵されている。
帝政時代末期には反体制を志向する学生運動の拠点となり、この学校に通っていたウラジーミル・レーニンは学生運動への参加を理由に放校処分を受けた。しかしながら、後にソビエト連邦の「建国の父」となったため、大学本館の前にレーニン像が建てられた。通常、レーニン像は頭の禿げた壮年の姿であるが、カザン大学のレーニン像は髪を蓄えた学生時代の若きレーニンの姿となっている。
2010年、沿ヴォルガ連邦管区を代表する連邦大学として指定され、以降カザン（沿ヴォルガ）連邦大学（ロシア語: Казанский (Приволжский) федеральный университет）または単にカザン連邦大学と呼ばれている。

## 天文台
大学の附属天文台はカザン市内のカザン天文台と西郊外の森林の中にあるエンゲルハルト天文台の2カ所からなる。2カ所の天文台はそれぞれ天文遺産に登録されているほか、2023年に国際連合教育科学文化機関 (UNESCO) の世界遺産リストに登録された。

### 世界遺産の登録基準
この世界遺産は世界遺産登録基準のうち、以下の条件を満たし、登録された（以下の基準は世界遺産センター公表の登録基準からの翻訳、引用である）。
- (2) ある期間を通じてまたはある文化圏において、建築、技術、記念碑的芸術、都市計画、景観デザインの発展に関し、人類の価値の重要な交流を示すもの。
- (4) 人類の歴史上重要な時代を例証する建築様式、建築物群、技術の集積または景観の優れた例。

## 国際性
約100カ国から千人の留学生が在籍している。日本からは金沢大学、埼玉大学、東京外国語大学から留学生が来ている。
副専攻で日本語を学ぶことができる環境にあり、日露青年交流センターより日本語教師が1名派遣されている。

## 教職員および出身者

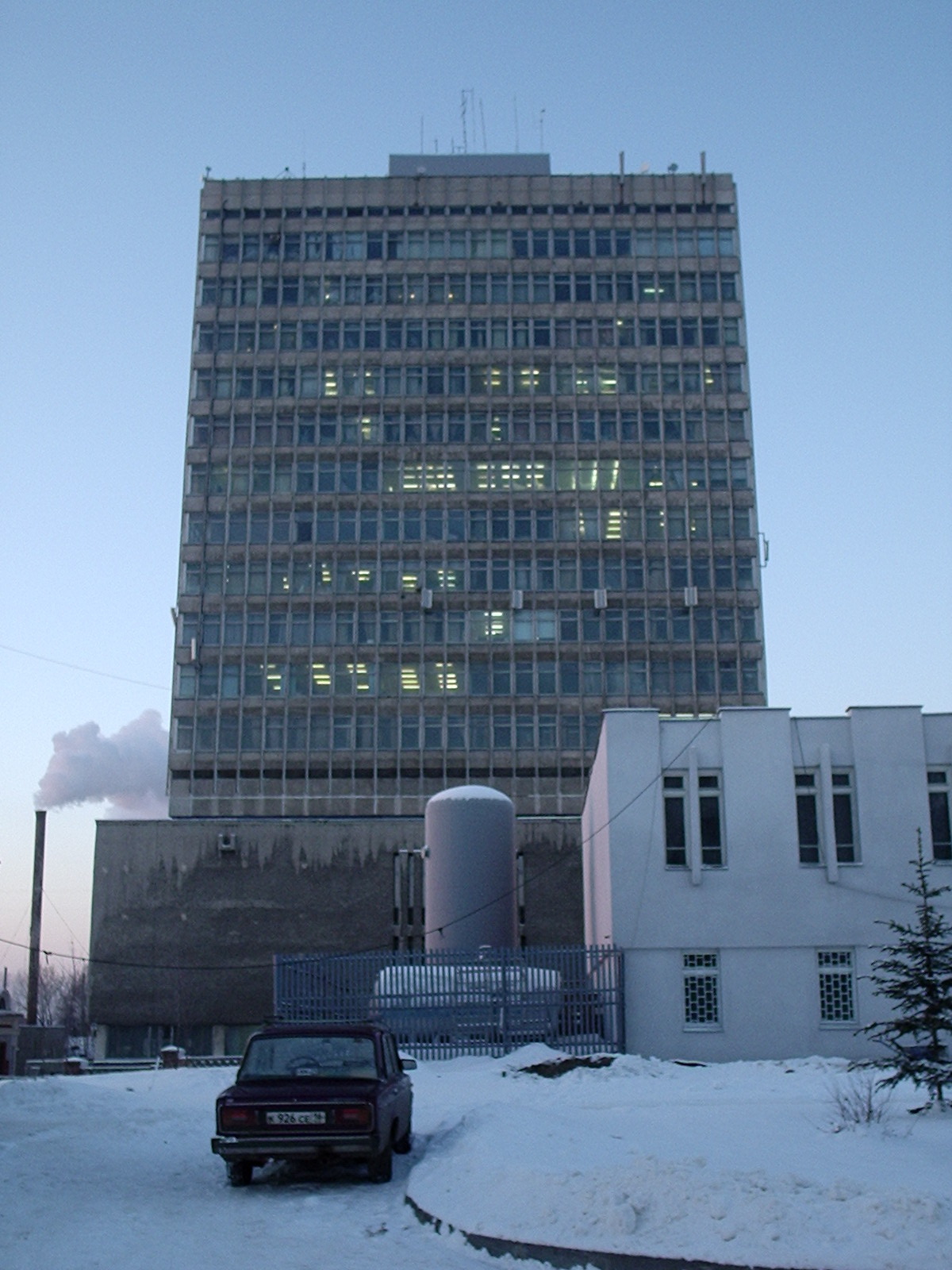
物理学部

- ミリイ・バラキレフ - 作曲家
- ステパン・スモレンスキイ - 音楽学者
- アレクサンドル・ブートレロフ - 化学者
- ウラジーミル・ガルキン（英語版） - 化学者
- ウラジーミル・マルコフニコフ - 化学者
- イェフゲニィー・ザヴォイスキー - 物理学者
- ニコライ・ベケトフ（英語版） - 物理化学者
- ニコライ・イワノビッチ・ロバチェフスキー - 数学者
- イリヤ・ニコラエヴィチ・ウリヤノフ - 教育者
- アファナシー・シチャポフ - 歴史家
- レフ・トルストイ （中退）- 小説家
- ウラジーミル・レーニン （中退）- 政治家
- ニコライ・ニキフォロフ - 政治家
- アレクサンドル・ルリヤ - 心理学者